# 78310 Spoto
78310 Spoto este un asteroid din centura principală de asteroizi.

## Descriere
78310 Spoto este un asteroid din centura principală de asteroizi. A fost descoperit pe 5 august 2002 la Campo Imperatore, în cadrul proiectului CINEOS. Asteroidul prezintă o orbită caracterizată de o semiaxă mare de 2,46 ua, o excentricitate de 0,13 și o înclinație de 5,4° în raport cu ecliptica.